# جلب (نبات)

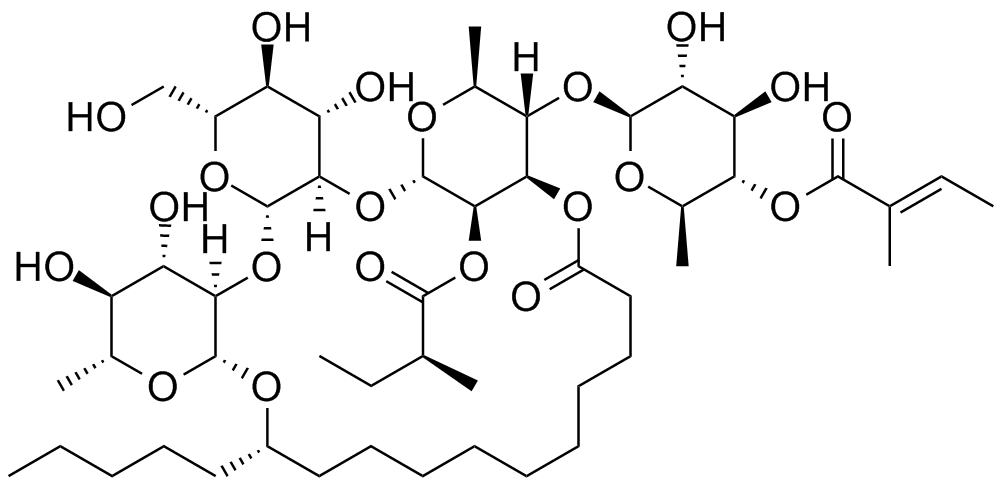
Chemical structure of scammonin I, one of the primary chemical constituents of jalap

الجَلَب أو الجَلاَّبِ دواء مسهل، عفا عليه الزمن إلى حد كبير في الطب الغربي، ويتألف من الجذور الدرنية لنبات الأثمان المسهل، وهو نبات ملتف ينمو على الانحدارات الشرقية لسييرا مادري الشرقية في المكسيكعلى ارتفاع يتراوح بين 5000 إلى 8000 قدم (1500 إلى 2400 متر) فوق مستوى سطح البحر، وبالأخص حول حي شيكونياكو على المنحدر الشرقي لنهر كوفر دي بيروت في ولاية فيراكروز.
أشتهر الجلب في أوروبا منذ بداية القرن السابع عشر، وسُمي على مدينة خالابا في المكسيك، حيث أنه ينمو بالقرب منها، ولكن لم يتم تحديد مصدره النباتي بدقة حتى عام 1829، عندما نشر الدكتور جون ريدمان كوكس من فيلادلفيا وصفًا له.
يتميز العقار العادي في التجارة باسم جلب فيرا كروز (Vera Cruz jalap)، على اسم الميناء الذي يُشحن منه. تمت زراعة الجلب لسنوات عديدة في الهند، وخاصة في أوتي (في ولاية تاميل نادو)، وينمو هناك بسهولة مثل اليام، وغالبًا ما ينتج عناقيد من الدرنات التي يزيد وزنها عن 9 أرطال؛ لكن، نظرًا لاختلافها في المظهر عن السلعة التجارية، لم تحصل بعد على مكان في السوق الإنجليزي. ومع ذلك، وجد أنها غنية بالراتنج، وتحتوي على 18٪. زُرع النبات أيضًا في جامايكا، في البداية زُرع بين أشجار الكينا، ولكن مؤخرًا في أراضي جديدة، حيث وجد أنه يستنفد التربة. إلى جانب الجلب المكسيكي أو جلب فيرا كروز، أُستورد العقار تحت مسمى جلب تمبيكو (Tampico jalap) لعدة سنوات بكميات كبيرة. له مظهر أكثر ذبلًا ولونًا شاحبًا أكثر من الجلب العادي، ويفتقر إلى الندوب الصغيرة المستعرضة الموجودة في الدواء الحقيقي. هذا النوع من الجلب، بورجا دي سييرا جوردا المكسيكي ، تُعقب بواسطة دانيال هانبري (أثمان سيمولانس).
أثمان جلب Ipomoea jalapa هو نوع آخر من أنواع مجد الصباح التي يُحصل منها على الجلب؛ وصف علميًا لأول مرة (باسم Convolvulus jalapa) بواسطة لينوس. ومع ذلك، فهي ليست ذات أهمية تجارية كبيرة. كما يحدث أيضًا مع فيراكروز، فقد كان يوجد ارتباك منذ فترة طويلة مع أثمان مسهل، حتى من قبل علماء النبات البارزين مثل ديفيد دون وتوماس ناتول وكريستيان يوليوس فيلهلم. وبالتالي، غالبًا ما يُنظر إلى الاسم أثمان الجلب على أنه مرادف مبدئي غير صالح يشير إلى أثمان مسهل (I. purga )، على وجه الخصوص في المصادر الأقدم من 1989 (عندما تم حل الارتباك أخيرًا). طوال معظم القرن العشرين، أطلق على أثمان الجلب من لينيوس اسم I. carrizalia.